# آندریاس شیفرر
آندریاس شیفرر (انگلیسی: Andreas Schifferer؛ زادهٔ ۳ اوت ۱۹۷۴) اسکی‌باز آلپاین اهل اتریش است.

## اوایل زندگی
شیفرر در Radstadt ، Salzburger Land در اتریش به دنیا آمد و اولین مسابقات خود را در سه سالگی اسکی کرد.  پس از دوره دبیرستان، او به مدرسه Skigymnasium در استامز پیوست و برای پیوستن به تیم ملی اتریش، که در جام جهانی 1995 تسلط داشت، دعوت شد.

## حرفه
در اولین فصل خود، 1994/1995، او اولین بازی خود را در جام جهانی در وال دیزر انجام داد ، اما عمدتاً در جام ملت‌های اروپا شرکت کرد و دو سراشیبی را در La Thuile و Saalbach-Hinterglemm برد .  در مسابقات و رشته‌های دیگر او همچنین در بین بهترین اسکی بازان قرار گرفت که قهرمانی در جام اروپا را برای او به ارمغان آورد.  او اولین امتیاز جام جهانی خود را در فصل بعد به دست آورد، زمانی که در جایگاه 25 در آدلبودن به پایان رسید .  در همان فصل، در بورمیو ، هنگامی که در جایگاه دوم در سراشیبی به پایان رسید، به اولین جایگاه خود در سکو رسید.  در ژانویه 1996 هنگام تمرین در استریف دچار سقوط شدید شددر کیتسبوهل و دچار آسیب مغزی شد و سه روز در کما بود و به همین دلیل مجبور شد فصل را زودتر به پایان برساند. 
در سال 1997 در مسابقات جهانی سستریر در مقام سوم غول اسلالوم به پایان رسید و مدال برنز را برای او به ارمغان آورد. زمانی که در سراشیبی در جایگاه پنجم ایستاد، مدال دوم را از دست داد.  یک سال بعد، شیفرر فصل خوبی را پشت سر گذاشت و در چهار دیدار جام جهانی در سراشیبی پیروز شد، که منجر به قهرمانی جام جهانی در سراشیبی شد.  با توجه به عملکرد خوب خود در طول فصل در سایر رشته‌ها نیز در مقام دوم جام جهانی به پایان رسید. فقط هرمان مایر امتیاز بیشتری کسب کرد.  او اولین بازی المپیک خود را در المپیک زمستانی 1998 در ناگانو انجام داد، هفتمین در سراشیبی و نوزدهم در Super G.  همچنین در فصل 1998–1999، شیفرر نتایج خوبی در مسابقات سراشیبی به دست آورد. او برای مثال در دو مسابقه سراشیبی در دو روز در Kvitfjell نروژ پیروز شد و در پایان سال در جایگاه دوم جام جهانی ایستاد. در رده بندی کلی نتوانست نتایج قبلی خود را تکرار کند و در رده ششم قرار گرفت. 
او در بازی های المپیک زمستانی 2002 در سالت لیک سیتی به بزرگترین دستاورد حرفه ای خود رسید . در رشته Super-G او پس از Kjetil André Aamodt و Stephan Eberharter در جایگاه سوم قرار گرفت و مدال برنز را کسب کرد.  شیفرر از 18 دسامبر 1999 در هیچ دیدار جام جهانی پیروز نشد، اما با این وجود توانست در جای خود در جایگاه های بسیاری به پایان برسد. در پارک سیتی در سال 2003، او به پیروزی بعدی خود در جام جهانی بسیار نزدیک شد، اما تنها در رده دوم قرار گرفت، درست پس از بود میلر . 
از سال 2004، شیفرر دیگر قادر به کسب رتبه های برتر در مسابقات جام جهانی نبود، اما در عوض در وسط دسته به پایان رسید. در فصل 06-2005 بهترین نتیجه او کسب مقام نهم در وال گاردنا بود .  در طول دوران حرفه‌ای خود، او در مجموع هشت مسابقه جام جهانی را برد، هفت مسابقه در سراشیبی و یک بازی در سوپر جی. 
در 13 دسامبر 2006 شیفرر بازنشستگی خود را از این ورزش اعلام کرد.